# مسکو میلز
مسکو میلز (به انگلیسی: Moscow Mills) یک شهر در ایالات متحده آمریکا است که در شهرستان لینکلن، میزوری واقع شده‌است. مسکو میلز ۸٫۱۳ کیلومتر مربع مساحت و ۲٬۵۰۹ نفر جمعیت دارد و ۱۶۲ متر بالاتر از سطح دریا واقع شده‌است.